# Saint-Céneri-le-Gérei
Saint-Céneri-le-Gérei é uma comuna francesa na região administrativa da Normandia, no departamento de Orne. Estende-se por uma área de 3,9 km². Em 2010 a comuna tinha 121 habitantes (densidade: 31 hab./km²).
Pertence à rede das As mais belas aldeias de França.